# Oblast Pleven
Oblast Pleven (bugarski Област Плевен) nalazi se u sjevernoj Bugarskoj, na granici s Rumunjskom. U oblasti živi 311.985 stanovnika, dok je prosječna gustoća naseljenosti 73 stan./km² Najveći grad i administrativno središte oblasti je grad Pleven sa 110.612 stanovnika.
- Oblast Pleven sastoji se od 11 općina:

1. Belene (Белене),
2. Dolna Mitropolija (Долна Митрополия),
3. Dolni Dabnik (Долни Дъбник),
4. Guljanci (Гулянци),
5. Iskr (Искър),
6. Kneža (Кнежа),
7. Levski (Левски),
8. Nikopol (Никопол),
9. Pleven (Плевен),
10. Pordim (Пордим),
11. Červen Brjag (Червен бряг).

Gradovi u oblasti Pleven
| Grad              | Bugarski naziv   | Stanovnika (2004/2005) |
| ----------------- | ---------------- | ---------------------- |
| Belene            | Белене           | 9.826                  |
| Dolna Mitropolija | Долна Митрополия | 3.730                  |
| Dolni Dabnik      | Долни Дъбник     | 5.065                  |
| Guljanci          | Гулянци          | 3.939                  |
| Iskr              | Искър            | 4.124                  |
| Kneža             | Кнежа            | 12.961                 |
| Kojnare           | Койнаре          | 4.710                  |
| Levski            | Левски           | 13.152                 |
| Nikopol           | Никопол          | 4.976                  |
| Pleven            | Плевен           | 110.612                |
| Pordim            | Пордим           | 2.300                  |
| Slavjanovo        | Славяново        | 4.951                  |
| Trstenik          | Тръстеник        | 4.843                  |
| Červen Brjag      | Червен бряг      | 17.405                 |

Većinsko stanovništvo oblasti su Bugari (280.475), zatim Turci (16.931), te Romi (9.777)
Prema vjeroispovijesti, pravoslavaca ima najviše (275.112), a zatim slijede muslimani (15.681) i rimokatolici (7.065), što čini ovu oblast drugoj po zastupljenosti katolika.

## Vanjske poveznice
- Službena stranica oblasti